# Sluch (Ukraina)
Sluch hay Nam Sluch (tiếng Ukraina: Случ) là phụ lưu hữu ngạn của sông Horyn, chảy trên lãnh thổ Ukraina. Sông có chiều dài 451 km và diện tích lưu vực 13 800 km². Sông Sluch khởi nguồn từ tỉnh Khmelnytskyi, sau đó chảy qua các tỉnh Zhytomyr và Rivne, và đổ vào sông Horyn ở gần biên giới với Belarus.
Độ dốc của sông là 0,4 m/ km. Chiều rộng của thung lũng sông là 0,8 km ở thượng lưu đến 5 km ở hạ lưu. Sông rộng khoảng 50 m, chỗ rộng lớn nhất là 110 m, nước sông chủ yếu đến từ tuyết và nước mưa. Sông đóng băng từ tháng 12 đến tháng 3. Sông cũng được sử dụng để cung cấp nước, ở thượng nguồn có các nhà máy thủy điện nhỏ.
Các thành phố và thị trấn nằm ven sông Sluch gồm: Novohrad-Volynskyi, Berezne và Sarny.
Các phụ lưu chính của sông Sluch:
- Tả ngạn: Ikopot, Osyra, Khomora, Smilka, Tserem, Korchyk, Stavy, Serehivka, Yazvynka, Mykhailivka
- Hữu ngạn: Rudnia (Lubianka), Tnia, Tiukelivka, Popivka, Bober, Polychna, Tustal.